# Blackphone
El Blackphone és un telèfon intel·ligent construït per garantir la privacitat, desenvolupat per SGP Technologies, una propietat filial de Silent Circle. Originalment, SGP Technologies era una empresa conjunta entre els fabricants de GeeksPhone i Silent Circle. El màrqueting se centra en els usuaris i usuàries d’empresa, destacant que aquestes persones solen realitzar els seus negocis utilitzant dispositius i serveis privats que no son segurs. El servei Blackphone ofereix als usuaris opcions que garanteixen la confidencialitat quan sigui necessària. Blackphone proporciona accés a Internet a través de VPN. El dispositiu executa una versió modificada d'Android anomenada SilentOS que inclou un paquet d'eines orientades a la seguretat. El 30 de juny de 2014, el Blackphone va començar a servir comandes anticipades.
El concepte del telèfon xifrat ha estat durant molt de temps un objectiu del fundador de Silent Circle i creador de PGP, Phil Zimmermann. En un vídeo al lloc web de Blackphone, Zimmermann va dir:
| «             | Vaig haver d'esperar a que la resta de la infraestructura tecnològica es posés al dia per fer possible la telefonia segura. PGP va ser una espècie de desviament per a mi mentre esperava que la resta de la tecnologia permetés la possibilitat d'una telefonia segura realment bona. | » |
| — Zimmermann, | |   |

Aaron Souppouris de The Verge va declarar:
| «             | El Blackphone sembla un telèfon Android bastant estàndard. Té una pantalla IPS de 4,7 polzades, un processador de quatre nuclis a 2 GHz, 16 GB d'emmagatzematge, una càmera de 8 megapíxels, LTE ... pràcticament tot allò que es pot desitjar en un smartphone, i molt poc d'allò que no. Produït per Silent Circle, una empresa amb una cartera de programari relacionat amb la seguretat i el xifrat. | » |
| — Souppouris, | |   |

El Blackphone també permet comunicacions insegures. Mike Janke, director general i cofundador de Silent Circle, ha suggerit que hi ha certes trucades que la gent vol xifrar, però «si estàs demanant una pizza o trucant a la teva àvia, és poc probable que sentis el pes dels criminals sobre les espatlles» i també «per això Blackphone és únic: dona a l'usuari la possibilitat d'escollir el nivell de privacitat».
Algunes de les principals característiques de SilentOS, el sistema que executa el Blackphone, són la recerca anònima, les aplicacions integrades amb privacitat, la desactivació intel·ligent de la Wi-Fi excepte en els punts d'accés de confiança, un major control dels permisos de les aplicacions i la comunicació privada (trucades, missatges de text, videotrucades, navegació, intercanvi d'arxius i conferències telefòniques). Geeksphone també afirma que el telèfon rebrà freqüents actualitzacions segures de Blackphone directament.
A principis de 2015, Geeksphone va vendre la seva part de SGP Technologies a Silent Circle per centrar-se en els wearables venuts sota la marca Geeksme. 14 enginyers de Geeksphone, entre ells Javier Agüera, van continuar a SGP. L'estiu de 2015, Silent Circle va anunciar que, el 2015, llançaria un successor del Blackphone, el Blackphone 2.
Ars Technica va elogiar el Centre de Seguretat de Blackphone en PrivatOS, que permet controlar els permisos de les aplicacions, com els serveis Silent Phone i Silent Text, que anonimitzen i xifren les comunicacions perquè ningú pugui escoltar les trucades de veu, vídeo i text. Al crític d'Ars Technica no li va agradar que el rendiment del telèfon fora mediocre, assenyalant que l'ús d'un sistema operatiu personalitzat vol dir que no hi ha Google Play ni cap de les altres avantatges de l'ecosistema de Google, un suport irregular per a les aplicacions carregades lateralment i la dependència d'Amazon o altres botigues d'aplicacions de tercers.
Es desconeix la quantitat de telèfons que es van llançar originalment, però es va informar que s'havien esgotat al poc temps d'iniciar-se el llançament. Des de juny de 2015, Blackphone està exposat al Victoria and Albert Museum i també s'ha afegit un aparell a la col·lecció del International Spy Museum. En 2016, Silent Circle va tenir importants problemes financers, causats per una important sobreestimació del total de telèfons que podien vendre. Això va conduir a la quasi fallida de l'empresa.